# Spier (anatomie)

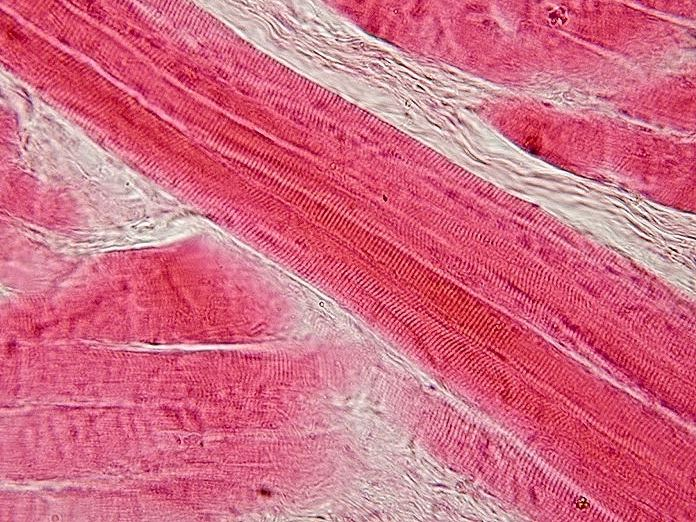
Overlangs aangesneden dwarsgestreepte spiercellen

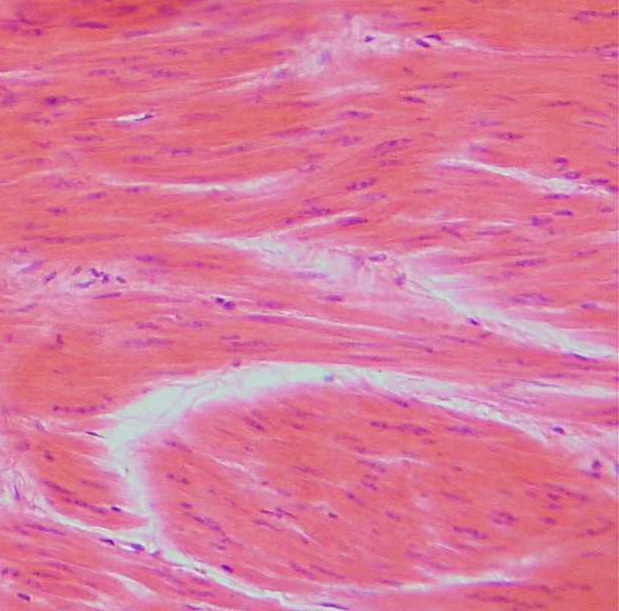
Gladde spiercellen

Een spier (Latijn: musculus) is een weefselstructuur van cellen die de eigenschap hebben te kunnen samentrekken (contraheren) waardoor spiercontractie (beweging) mogelijk is. Spierweefsel komt in drie vormen voor:
- dwarsgestreept spierweefsel, zo genoemd vanwege het uiterlijk onder de microscoop, is spierweefsel bestaande uit lange, veelkernige spiervezels. Dwarsgestreept spierweefsel wordt voornamelijk gevonden in skeletspieren, die onder willekeurige controle staan en voornamelijk botten met elkaar verbinden. Daarnaast bestaat ook de hartspier uit dwarsgestreept weefsel
- glad spierweefsel staat niet onder willekeurige controle en is onder meer te vinden in het maag-darmstelsel, bloedvaten, luchtwegen, voortplantingsorganen
- het hart bestaat uit hartspierweefsel. Dit soort weefsel heeft 1 of 2 kernen en is lang en vertakt. De myosine en actine is net als bij het dwarsgestreept spierweefsel in sarcomeren gerangschikt

## Aanhechting
Elke skeletspier is met twee of soms meer bevestigingspunten aan het skelet, de huid of een andere spier vastgehecht. Sommige bevestigingspunten, origo (oorsprong) genoemd, zijn proximaal gelegen. Andere punten, insertie, liggen distaal.
De origo is het bevestigingspunt van een spier dat bij contractie van de spier niet beweegt, de insertie is het bevestigingspunt dat bij contractie wel beweegt. Daarnaast bestaan er ook nog agonisten en antagonisten, de tegenovergestelde spieren, zoals de biceps en de triceps. De ene spier van dit antagonistisch paar spant aan en de ander ontspant. Om ervoor te zorgen dat de spieren elkaar niet steeds tegenwerken door om de beurt aan te spannen zoals bij de ziekte van Parkinson, treedt reciproke inhibitie op waarbij de antagonist verslapt wanneer de agonist aanspant.

## Opbouw skeletspier
Een spier bestaat uit meer dan alleen maar vezels. Hij bestaat uit meerdere spierbundels in de spier, die beschermd is door de spierbundelschede. Daarin zitten kleinere spierbundels met zenuwvezels, verbonden door de motorische eindplaatjes van de zenuwen die het bevel van de hersenen om de spier te bewegen overbrengen. De spiervezels zelf bestaan uit spierfibrillen, sarcolemma en sarcoplasma. Het sarcoplasma zit tussen de spierfibrillen en het sarcolemma aan de rand van de spiervezel. De spier bevat ook zogenaamde 'myofibrillen'. Deze bestaan uit A-banden, I-banden, Z-membranen, H-shijven, -Mstrepen, Actine en myosine.

## Ontwikkeling

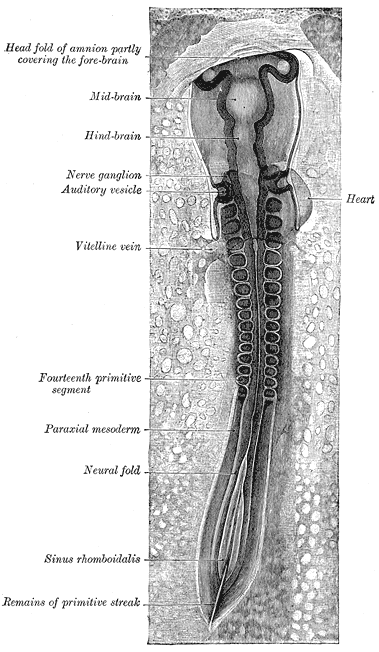
Een kippenembryo, met het para-axiale mesoderm aan beide zijden van de neurale plooi. Het voorste (naar voren) gedeelte begint somieten te vormen (gelabeld als "primitive segments").

Spinale zenuw. Ramus=tak

Alle spieren zijn afgeleid van het paraxiale mesoderm. Het paraxiale mesoderm is over de lengte van het embryo verdeeld in somieten, overeenkomend met de segmentatie van het lichaam (het duidelijkst te zien in de wervelkolom).. Elke somiet heeft drie lagen: sclerotoom (dat wervels vormt), dermatoom (dat huid vormt) en myotoom (dat spieren vormt). Het myotoom is verdeeld in twee secties, het epimeer en het hypomeer, die respectievelijk de epaxiale en hypaxiale spieren vormen. De enige epaxiale spieren bij mensen zijn de musculus erector spinae (rugstrekker) en de kleine tussenwervelspieren, en worden geïnnerveerd door de dorsale takken van de spinale zenuwen. Alle andere spieren, inclusief die van de ledematen, zijn hypaxiaal en worden geïnnerveerd door de ventrale takken van de spinale zenuwen.
Tijdens de ontwikkeling blijven myoblasten (spiervoorlopercellen) in de somiet om spieren te vormen die verband houden met de wervelkolom, of migreren ze naar het lichaam om alle andere spieren te vormen. Myoblastmigratie wordt voorafgegaan door de vorming van bindweefselraamwerken, meestal gevormd uit het somatische mesoderma laminae lateralis. Myoblasten volgen chemische signalen naar de juiste locaties, waar ze samensmelten tot langwerpige skeletspiercellen.